# Gilberto Canavarro dos Reis
Gilberto Délio Gonçalves Canavarro dos Reis (Vreia de Bornes, Vila Pouca de Aguiar, 27 de maio de 1940) é um bispo católico português, antigo bispo de Setúbal.

## Biografia
Foi ordenado presbítero a 21 de setembro de 1963 na Diocese de Vila Real.
Foi nomeado bispo auxiliar do Porto a 16 de novembro de 1988 pelo Papa João Paulo II e bispo titular de Elephantaria in Mauretania. Recebeu a ordem episcopal em 12 de fevereiro de 1989, na Igreja Matriz de Chaves, por António Cardoso Cunha, Júlio Tavares Rebimbas e Joaquim Gonçalves.
Em 23 de abril de 1998 foi nomeado bispo de Setúbal e a 21 de junho de 1998 fez a sua entrada solene na diocese.